# 船底座V415
船底座V415，又名CP-53 1168，HD 50337、SAO 234737、HR 2554，是船底座的一颗恒星，视星等为4.4，位于銀經263.24，銀緯-21.76，其B1900.0坐标为赤經6h 47m 40.9s，赤緯-53° -21.76′ 19″。